# Madonna col Bambino in trono tra i santi Sebastiano e Vincenzo Ferrer
La Madonna col Bambino in trono tra i santi Sebastiano e Vincenzo Ferrer è un dipinto olio su tavola di Andrea Previtali conservato presso il Accademia Carrara di Bergamo, realizzato nel 1506 a Venezia nel periodo giovanile dell'artista quando lavorava alla bottega di Giovanni Bellini.

## Storia
Andrea Previtali, bergamasco di nascita, nato a Brembate di Sopra, ma che si trasferì in tenera età con la famiglia che vendeva corde e e aghi a Venezia, dove divenne allievo di Giovanni Bellini e dove firmerà i suoi primi lavori Andrea Cordeliaghi, forse per fare pubblicità al loro commercio. Nel 1512 fece ritorno a Bergamo come altri artisti bergamaschi e lagunari, invitati dalle famiglie della nuova borghesia per la realizzazione di pale d'altare e ritratti che le ponessero all'attenzione delle autorità veneziane che governavano in città.
Previtali realizzò questo lavoro in età giovanile, quando ancora lavorava alla bottega del Bellini. Lo realizzò contemporaneamente alla Madonna col Bambino conservata presso il Museo di belle arti di Budapest. Divenne proprietà della pinacoteca bergamasca dalla collezione di Guglielmo Lochis nel 1866.

## Descrizione
Previtali fu un artista particolarmente propenso allo studio delle opere dei suoi contemporanei, da cui riusciva a trarre insegnamento e riproponendone i lavori riuscendo a rivisitarli facendoli propri. Non usò mai cartoni preparatori o parti che potesse ricopiare, comprese fin da giovane di non avere la caratteristica di chi sa proporre un'evoluzione artistica, come il suo amico Lotto, ma seppe sfruttare al meglio la sua capacità di elaborazione delle opere che vedeva, trasformandole in propri lavori unici di alta qualità artistica.

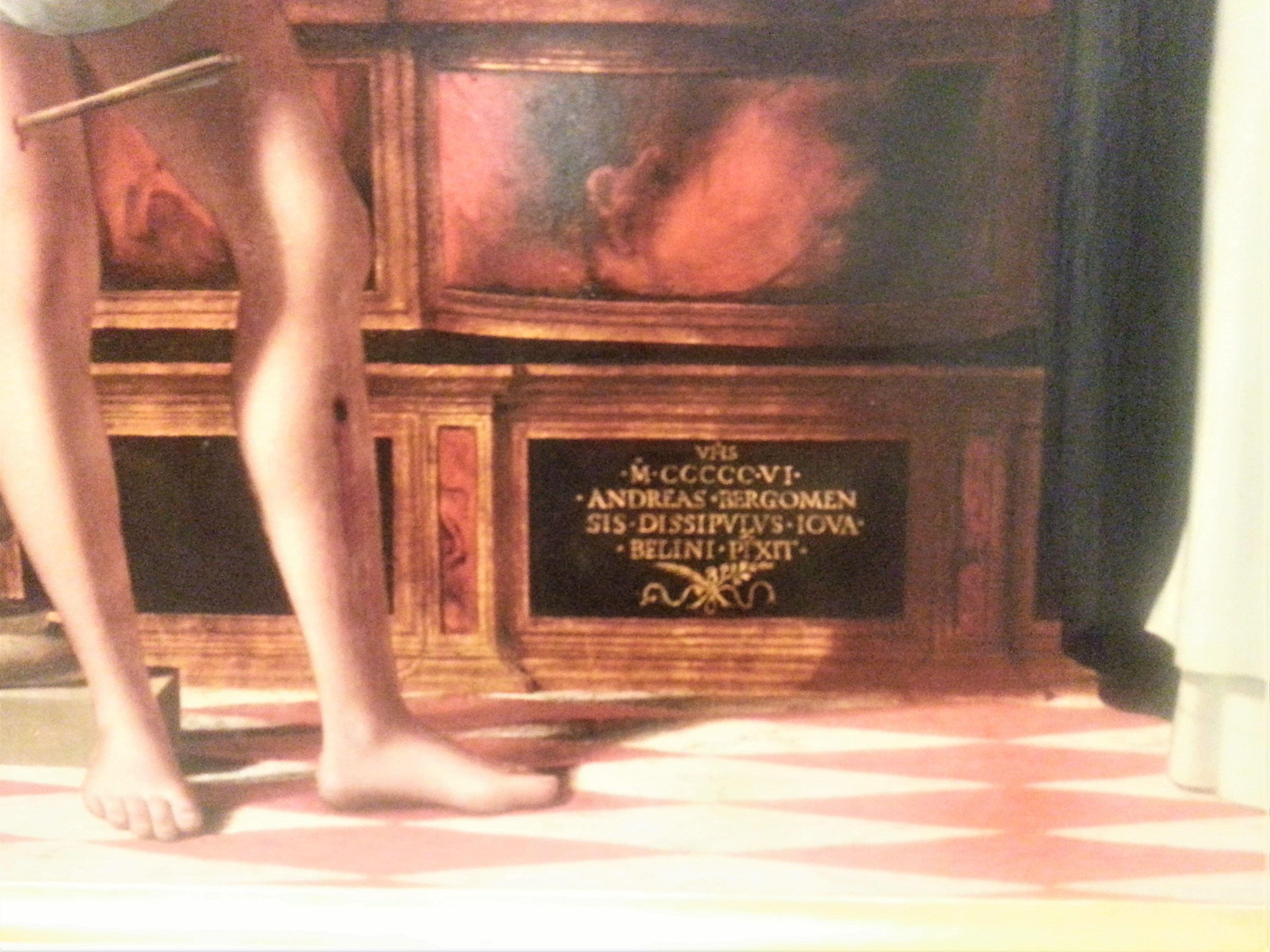
Madonna in trono con santi Sebastiano e Vincenzo Ferer, particolare della data e della firma

Il dipinto lascia qualche dubbi sull'identificazione del santo posto a destra della Vergine, che qualcuno indicherebbe come san Tommaso d'Aquino, non essendo raffigurati nessuno degli attributi tipici dei due santi. 
La tavola ha misure ristrette, e pur avendo le caratteristiche tipiche di una pala d'altare sembrerebbe essere un quadro da stanza, destinato alla devozione personale, realizzato forse per quale committente veneziano. L'artista pose la data e la firma sulla base del trono di marmo dove è assisa la Madonna: MCCCCCVI e ANDREAS, NERGOMENSIS. DISSIPULUS IOVA.BELINI.P.XIT, mentre sulla base di marmo la scritta è leggibile il simbolo YHS che è il trigramma di san Bernardino da Siena, cosa che sembrerebbe abbastanza inverosimile. Si considera quindi che il trigramma corrisponda a VHS che potrebbe significare Virgini Hominum Servatrici quindi riferito all'immagine della Vergine. 
La firma termina con la raffigurazione un ramo di palma e uno di ulivo legati da un nastro. Il medesimo simbolo è presente in altri tre lavori del Previtali, la pala di San Giovanni Battista tra altri santi della chiesa di Santo Spirito, il ciclo pittorico di palazzo Zogna e il Cristo benedicente esposto alla Galleria Nazionale di Londra. Si è considerato potesse esser la sigla con cui il pittore voleva farsi riconoscere. 
Lo schienale del trono è ornato sulla parte superiore da due tritoni che suonano lunghe trombe, associabili alle incisioni di Nicoletto da Modena e un drappo rigido è posto alle spalle della Vergine che sale fino al limite della tela, un collegamento divino tra terra e cielo. La Madonna ha il capo inclinato verso il Bambino, la medesima postura del dipinto Madonna col Bambino conservato a Budapest eseguito contemporaneamente. Santo Sebastiano è appoggiato ad una colonna marmorea ed è in dialogo con il Bambino. I due personaggi sono dipinti in estrema vicinanza, quasi in un intimo dialogo; due frecce perfettamente perpendicolari lo trafiggono sul costato e sulla gamba destra. Nella raffigurazione del santo e nelle ombre che si pongono sulle sue gambe si vede la maturità ormai raggiunta dall'artista. Il santo a sinistra della Madonna, forse Vincenzo Ferrer, ha nella mano destra le fiamme del fuoco, nella sinistra un libro dalla copertina rossa. Estraniandosi dall'intimità della scena guarda verso l'osservatore, questo ricordo la raffigurazione del santo nel Polittico di Recanati del Lotto, ma che ha una datazione posteriore. L'impianto completo si presenta quindi ben preparato, disposto in una prospettiva solida, dando all'osservatore un senso di perfetto ordine geometrico.